# براک بنک
براک بنک (انگلیسی: BRAC Bank) شرکت خدمات مالی و بانکداری بنگلادشی است، که در سال ۲۰۰۱ تأسیس شد.